# Some Girls Are Bigger Than Others
Some Girls Are Bigger Than Others es una canción de la banda de rock inglesa The Smiths. Grabada en otoño de 1985, fue lanzada por primera vez en su tercer álbum de estudio, The Queen Is Dead, en junio de 1986. También fue lanzada como sencillo en Alemania.

## Trasfondo
Como con todas las grabaciones originales de The Smiths, la música de "Some Girls Are Bigger Than Others" fue compuesta por Johnny Marr y las letras fueron escritas por Morrissey. La grabación recibió una introducción distintiva por parte del ingeniero Stephen Street, quien aumentó la reverberación en la batería, desvaneció la pista y luego la volvió a introducir: "Un poco como abrir una puerta, cerrarla y luego abrirla de nuevo y entrar". La letra parafrasea el éxito country de 1949 de Hank Locklin "Send Me the Pillow You Dream On". La frase "la era del desempleo" se refiere al subsidio de desempleo, apodado "la dole"; en el año del lanzamiento de la canción, 1986, 3 millones de personas en el Reino Unido estaban desempleadas.

## Recepción
En la revista de música británica NME, Adrian Thrills escribió: "Como un álbum con humor nunca lejos de su superficie, es apropiado que The Queen Is Dead concluya con la frivolidad recortada y ondulante de 'Some Girls Are Bigger Than Others'. un diario de viaje musical hipnótico que roza lo trascendental [...] De nuevo, la musa de Morrissey y la ambientación musical de Marr chocan maravillosamente, la pista iluminada por una encantadora guitarra slide de este último. Habría sido otro sencillo clásico de los Smiths".
Andy Strickland en Record Mirror dijo: "Morrissey y Marr todavía no logran entenderse todo el tiempo, 'Never Had No One Ever' y 'Some Girls Are Bigger Than Others' tienen todas las características del familiar relleno de los Smiths, donde la música y las palabras difícilmente se abrazan", mientras que Nick Kent escribió, "'Vicar in a Tutu' y 'Some Girls Are Bigger Than Others', con arreglos sensiblemente restringidos, bien pueden ser canciones menores, pero construidas dentro de sus legítimas limitaciones., suena absolutamente impresionante".
En el libro de explicaciones de canciones de Simon Goddard, "Songs That Saved Your Life", Johnny Marr describe la canción como "una hermosa pieza de música", mientras que el autor escribe: "Poseyendo una de sus melodías de guitarra más cautivadoras [...] si la melodía de Marr fue enviada por el cielo, entonces parecía casi blasfemo que Morrissey la bautizara como 'Some Girls Are Bigger Than Others' y le otorgara su notoriamente frívola letra".

## Versión en vivo
"Some Girls Are Bigger Than Others" fue interpretada en vivo solo una vez: en el último concierto de The Smiths, en el Brixton Academy de Londres, el 12 de diciembre de 1986. La interpretación, que incluyó un verso ("En el piso de ventas, hay un calendario, tan obvio como la nieve, como si no lo supiéramos") que no se usó en la versión de estudio, fue grabada y luego incluida como cara B en la edición de 12 pulgadas y casete del sencillo "I Started Something I Couldn't Finish" en noviembre de 1987.

## Lanzamiento único
En Alemania, "Some Girls Are Bigger Than Others" fue lanzado como single en una forma ligeramente editada, en vinilo de 7" y 12", con ilustraciones modificadas de la portada utilizada para " Ask ".

### Imagen de la portada
La portada del sencillo muestra a la actriz Yootha Joyce en una imagen fija de la película de 1965 Atrápanos si puedes . La misma fotografía se había utilizado en el sencillo de 1986 " Ask ".

### Grabados sobre vinilo
Sencillo de 7": "Rock and Rolling to the Top"/"A 'PRECISE DIAMOND' CUT" (Zensor - 6.14656 AC) 
Maxi-single de 12": "---NOH GIRL COMO JAGUAR ROSE---"/"OCUPADO TREN AL LOKOMOTION" (Zensor – 6.20628 AE) 

## En la cultura popular
- 1995: Martin Newell versionó la canción en The Off White Album, producido por Louis Philippe .
- 1996: Supergrass hizo un cover de la canción en el álbum tributo The Smiths Is Dead .
- 1997: El músico eslovaco Karol Mikloš grabó la composición como "Some Boys Are Bigger Than Others" para su álbum debut The Same Mist Here.[5]
- 2005: El título de la canción se utilizó para un musical basado en la música de Morrissey & Marr.[6]
- 2007: la banda alemana Brockdorff Klang Labor hizo un cover de la canción para su álbum debut Mädchenmusik .
- 2009: la músico irlandesa Janie Price de Copenhague, Dinamarca, versionó la canción como la banda Bird para su primer álbum Girl And A Cello ; en la letra de su versión, sustituye la palabra "niñas" por "niños" y la palabra "madres" por "padres".[7]